# 조랴쿠 (1037년)
조랴쿠(일본어: 長暦)는 일본의 연호 중 하나이다.
- 전후 : 조겐(長元) 이후 - 조큐(長久) 이전
- 시기 : 1037년 ~ 1039년
- 천황 : 고스자쿠 천황

## 개원
- 조겐 10년 4월 21일(율리우스력 1037년 5월 9일)에 개원하여
- 조랴쿠 4년 11월 10일(율리우스력 1040년 12월 16일) 조큐로 개원되었다.

## 출전
《진서》(晉書) 〈두예전〉의 "預身不跨馬, 射不穿札, 而每任大事, 輒居將率之列. ……又作盟會圖, 春秋長曆, 備成一家之學, 比老乃成."

## 조랴쿠 시기에 일어난 일
- 원년
  - 미나모토 씨의 미나모토노 노리마사가 도사노쿠니로 유배되었다.

## 서력과의 대조표
| 조랴쿠      | 원년       | 2년        | 3년        | 4년        |
| ----------- | ---------- | ---------- | ---------- | ---------- |
| 서기 (西紀) | 1037년     | 1038년     | 1039년     | 1040년     |
| 간지 (干支) | 정축(丁丑) | 무인(戊寅) | 기묘(己卯) | 경진(庚辰) |

## 같이 보기
- 일본의 연호 일람

| 이전 조겐 | 일본의 연호 1037년 ~ 1039년 | 다음 조큐 |